# Mahbubnagar
Mahbubnagar là một thị xã của quận Mahbubnagar thuộc bang Andhra Pradesh, Ấn Độ.

## Địa lý
Mahbubnagar có vị trí 16°44′B 77°59′Đ / 16,73°B 77,98°Đ Nó có độ cao trung bình là 498 mét (1633 feet).

## Nhân khẩu
Theo điều tra dân số năm 2001 của Ấn Độ, Mahbubnagar có dân số 130.849 người. Phái nam chiếm 51% tổng số dân và phái nữ chiếm 49%. Mahbubnagar có tỷ lệ 74% biết đọc biết viết, cao hơn tỷ lệ trung bình toàn quốc là 59,5%: tỷ lệ cho phái nam là 80%, và tỷ lệ cho phái nữ là 67%. Tại Mahbubnagar, 12% dân số nhỏ hơn 6 tuổi.